# Julio Aróstegui
Julio Aróstegui Sánchez (Grenade, 24 juillet 1939 - Madrid, 28 janvier 2013) est un historien spécialiste de l'histoire contemporaine de l'Espagne. Parmi ses œuvres, se distinguent les contributions liées à la violence politique, à la guerre civile espagnole, au carlisme, au mouvement ouvrier, à l'historiographie, à la mémoire historique et à  l'histoire du temps présent.
Professeur d'histoire contemporaine à l'université Complutense de Madrid, il est le premier directeur de la chaire « Mémoire historique du XXe siècle » de celle-ci. Dans les années 1970, il est professeur d'école secondaire à l'institut « Fray Luis de León » de Salamanque. Des années plus tard, il fut professeur à l'Université du Pays Basque et à l'Université Carlos III de Madrid. Il fut l'un des historiens espagnols qui accordèrent le plus d'attention aux problèmes théoriques et méthodologiques de la recherche historique.

## Biographie
Né le 24 juillet 1939 à Grenade, Aróstegui étudie avec une bourse au Colegio Mayor Isabel la Católica de Grenade. Il étudie des études à l'université de Grenade et à Madrid. Il obtient une chaire d'enseignement secondaire dans un institut de Vitoria en 1967. Il obtient un doctorat en Histoire en 1970 avec El carlismo alavés y la guerra civil de 1870-1976 — le carlisme dans l'Alava pendant la guerre civile de 1870-1876 —, une thèse dirigée par Vicente Palacio Atard.
Il obtient la chaire d'Histoire à l'UCM en 1984. Retraité, il y exerce comme professeur émérite entre 2009 et 2012.
À la mi-janvier 2013, il est hospitalisé en raison de plusieurs complications cardiaques et meurt à Madrid le 28 janvier 2013.

## Œuvre
- <span class="ouvrage" id="(ISBN 84-505-0088-5)">La Junta de defensa de Madrid: noviembre 1936-abril 1937, Comunidad de Madrid, 1984
- <span class="ouvrage" id="(ISBN 9788420756585)">La Europa de las grandes guerras (1914-1945), Comunidad de Madrid, 1984
- <span class="ouvrage" id="(ISBN 84-86716-05-5)">Francisco Largo Caballero: la última etapa de un líder obrero, Anaya, 2004
- <span class="ouvrage" id="(ISBN 84-86745-03-9)">Los combatientes carlistas en la guerra civil española ; 1936-1939, Aportes XIX,, 1991
- <span class="ouvrage" id="(ISBN 84-7423-746-7)">La investigación histórica: teoría y método, Crítica, 1995
- <span class="ouvrage" id="(ISBN 84-7679-320-0)">La guerra civil, 1936-1939: la ruptura democrática, Temas de hoy, 1996
- <span class="ouvrage" id="(ISBN 84-483-0553-1)">La transición (1975-1982), Acento editorial, 2000
- <span class="ouvrage" id="(ISBN 84-95503-33-6)">Don Juan de Borbón, Arlanza, 2002[5]
- <span class="ouvrage" id="(ISBN 84-206-4200-2)">La historia vivida: sobre la historia del presente, Alianza editorial, 2004[6]
- <span class="ouvrage" id="(ISBN 84-96249-80-8)">La Guerra Civil española, Dastin Export, 2004
- Largo Caballero: el tesón y la quimera, Debate, 2013 (ISBN 8483069237)[7]

### Œuvres collectives
- Historia y memoria de la guerra civil : encuentro en Castilla y León : Salamanca, 24-27 de septiembre de 1986  (coord.) (1988)
- Una antología política (avec Julio Valdeón) (1999)
- Castilla y el 98 (coord. avec J. A. Blanco) (2002)
- El carlismo y las guerras carlistas : hechos, hombres e ideas  (avec Jordi Canal et Eduardo González Calleja) (2003)
- El mundo contemporáneo. Historia y problemas (directeur, avec Cristian Buchruker et Jorge Saborido)  (2005)
- El tiempo presente : un mundo globalmente desordenado (2005) (avec Jorge Saborido)
- Por qué el 18 de julio... y después (2006)
- La república de los trabajadores: la Segunda República y el mundo del trabajo (2006) (eds)
- España en la memoria de tres generaciones : De la esperanza a la reparación (2007) (ed.)
- Guerra civil. Mito y memoria (dir.) (2006)
- El último frente. La resistencia armada antifranquista en España 1939-1952 (directeur avec Jorge Marco) (2008)
- Une guerre de papier: la presse basque antifasciste dans les années trente  (avec Severiano Rojo Hernández) (2011)
- Franco: la represión como sistema (coord.) (2012)
- De Genocidios, Holocaustos, Exterminios (coordinateur avec Jorge Marco y Gutmaro Gómez Bravo) (2012)